# بورصة عمان
بورصة عمان، تأسست بورصة عمان في 11 آذار 1999 كمؤسسة مستقلة لا تهدف إلى الربح؛ وتدار من قبل القطاع الخاص ومصرح لها بمزاولة العمل كسوق منظم لتداول الأوراق المالية في المملكة. تدار بورصة عمان من قبل مجلس إدارة مكون من سبعة أعضاء ومدير تنفيذي يتولى إدارة ومتابعة الأعمال اليومية للبورصة.
تحرص بورصة عمان على إقامة علاقات تعاون مع البورصات والجمعيات والمنظمات العالمية وإبرام الاتفاقيات معها، والمشاركة في المؤتمرات والندوات العربية والعالمية وهي عضو فاعل في اتحاد البورصات العربية، واتحاد البورصات الأوروبية الآسيوية، والاتحاد الدولي للبورصات، والمنظمة الدولية للهيئات الأوراق المالية.
يتكون مجلس إدارة السوق من سبعة أعضاء ومدير تنفيذي يتولى إدارة الشؤون اليومية للبورصة. تتكون عضوية البورصة من الوسطاء الماليين والوسطاء لحسابهم وأي جهات أخرى يحددها مجلس مفوضي هيئة الأوراق المالية، والذين يشكلون الهيئة العامة للبورصة. و تم فصل مهام البورصة عن مهام هيئة الأوراق المالية ومركز إيداع الأوراق المالية وذلك لتعزيز العمل المؤسسي وفصل الأدوار بين المؤسسات الثلاث وتم إعطاؤهم دوراً أكبر. وبدلاً من أن يكونوا مسؤولين أمام وزير المالية أصبحوا مسؤولين أمام رئيس الوزراء بشكل مباشر.

## مواقع خارجية
- بورصة عمّان
- منتدى الاقتصاد والأعمال